# 氢化铀
氢化铀，又称三氢化铀({\displaystyle {\ce {UH3}}})，为铀的氢化物。

## 性质
氢化铀是一种剧毒的棕褐色至棕黑色，可自燃粉末或脆性固体。 它在 20°C 下的密度是 10.95 g cm−3，大大低于铀的密度 (19.1 g cm−3)。 它具有金属导电性，在盐酸中微溶，在硝酸中分解。
氢化铀的两种晶体均为立方晶体：在低温下获得的α形式和在温度高于250℃时产生的β形式。 两种形式在室温及低于室温的温度下都是亚稳态的，但加热至100°C时，α形式会缓慢转变为β形式。 {\displaystyle {\ce {\alpha - UH3}}}和{\displaystyle {\ce {\beta - UH3}}}在低于180K的温度下均为铁磁性，高于180K时為顺磁性的。

## 以铀金属为原料制备

### 和氢气的反应
铀金属暴露于氢气中会导致氢脆。氢在金属中扩散并在晶粒边界形成脆性氢化物的网络。通过真空中的退火可以除去其中的氢并恢复延展性。
金属铀加热到250至300°C(482至572°F)会和氢气反应，形成氢化铀。 加热到 500°C 则会释放氢气。 此特性使氢化铀成为各种铀的碳化物、氮化物和卤化物的理想原料，可用于制备反应性铀粉末。 这个可逆反应如下：
{\displaystyle {\ce {2U + 3H2 -> 2UH3}}}
氢化铀不是间隙化合物，导致金属在形成氢化物时膨胀。 在其晶格中，每个铀原子被另外6个铀原子和12个氢原子包围；每个氢原子在晶格中占据一个大的四面体孔。 氢化铀中的氢密度与液态水或液态氢中的氢密度大致相同。 通过氢原子的U-H-U桥键存在于结构中。

### 和水的反应
当铀金属暴露在水蒸气中时，会形成氢化铀。反应进行如下：
{\displaystyle {\ce {7U + 6 H2O -> 3UO2 + 4UH3}}}
这时产生的氢化铀是可自燃的；如果此后将金属（例如:损坏的燃料棒）暴露在空气中，则可能会产生过多的热量，并且铀金属本身也会燃烧。 通过暴露于98％氦与2％氧的气体混合物中，可以将被氢化物污染的铀钝化。 铀金属上的冷凝水促进了氢和氢化铀的形成；在没有氧的情况下可以形成可自燃表面。 这给乏核燃料池中的乏核燃料的水下储存带来了问题。根据氢化物颗粒的大小和分布，在不确定的暴露时间后会发生自燃。 这样的暴露带来放射性废物储存库中燃料碎片自燃的风险。
暴露于蒸汽中的铀金属产生氢化铀和二氧化铀的混合物。
氢化铀与水接触会生成氢气。它与强氧化剂接触，可能会引起火灾和爆炸。它与卤代烃接触可能引起剧烈反应。

## 应用
氢 、氘和氚可通过与铀反应，然后用热分解生成的氢化物/氘化物/氚化物来纯化。  数十年来，人们已经从氢化铀中制备了极其纯净的氢气。  加热氢化铀是将氢引入真空系统的便捷方法。 
如果粉末状的氢化铀发生热分解，则氢化铀合成时的溶胀和粉碎可用于制备非常细的铀金属。
氢化铀可用于氢的同位素分离，制备铀金属粉末，并用作还原剂 。 